# Barlas
I Barlas (Chagatai/farsi برلاس, Barlās; anche Berlas; Lingua mongola in alfabeto cirillico: Барулас, Барлас) furono una tribù nomade persianizzata turco-mongola  vissuta nell'area della "Grande Persia". I suoi più famosi rappresentanti furono i Timuridi, una dinastia fondata dal condottiero Timūr (Tamerlano) nel XIV secolo, che governò gli attuali Iran, Afghanistan, gran parte dell'Asia centrale e parti non indifferenti degli attuali Pakistan, India, Mesopotamia, Anatolia e Caucaso.

## Origini
Secondo la Storia segreta dei Mongoli, scritta durante il regno di Ögedei Khan [reg. 1229-1241], i Barlas condividevano l'ascendenza con i Borjigin, il clan imperiale di Gengis Khan e dei suoi successori e di altri clan mongoli. Il clan egemone dei Barlas tracciava la sua origine fino a Qarchar Barlas, capo di uno dei reggimenti Chagatai. Qarchar Barlas era un discendente del leggendario "signore della guerra" mongolo Bodonchir (Bodon Achir; Bodon'ar Mungqaq), che era anche considerato un diretto antenato di Gengis Khan.
A causa degli intensi contatti con le popolazioni indigene dell'Asia centrale, la tribù adottò la religione dell'Islam, e la lingua chagatai, una lingua turca della branca Qarluq dei Turchi Uiguri che era stata fortemente influenzata dalla lingua araba e da quella persiana.

## Timuridi e Mughal

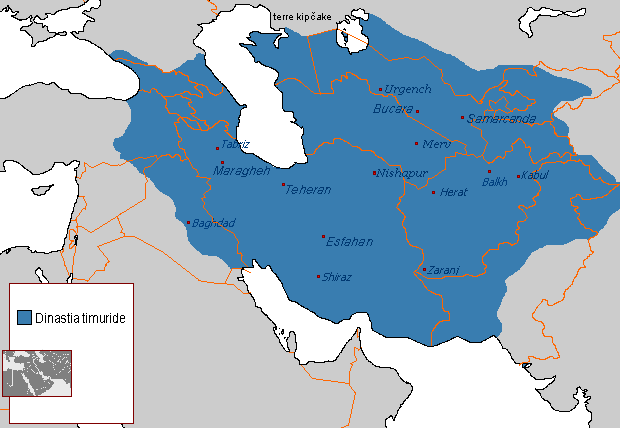
Cartina dell'Impero timuride

Il conquistatore turco-mongolo del XIV secolo, Tamerlano, il fondatore eponimo della dinastia timuride, nacque in una famiglia aristocratica del clan Barlas. Uno dei suoi discendenti, Ẓāhir al-Dīn Bābur, fondò l'Impero Mughal dell'Asia centrale e dell'Asia meridionale. All'acme del suo potere, alla fine del XVII-inizi del XVIII secolo, i Mughal controllavano gran parte del subcontinente indiano, estendendosi dal Bengala a est fino a Kabul e al Sindh a ovest, dal Kashmir a nord al bacino del Kaveri a sud. La sua popolazione all'epoca è stimata tra i 110 e i 150 milioni di abitanti, su un territorio di più di 3,2 milioni di chilometri quadrati.